# Macombs Dam Bridge
Le Macombs Dam Bridge est un pont reliant Manhattan au Bronx.